# Yuliya Chermoshanskaya
Yuliya Igorevna Chermochanskaya (en russe : Юлия Игоревна Чермошанская, transcription anglaise : Yuliya Chermoshanskaya), née le 6 janvier 1986 à Briansk, est une athlète russe, spécialiste du 100 mètres. Elle est la fille de Galina Malchugina.

## Biographie
Lors des Jeux olympiques de 2008 à Pékin, Chermoshanskaya remporte la médaille d'or du relais 4 × 100 mètres avec ses compatriotes Aleksandra Fedoriva, Yulia Gushchina et Yevgeniya Polyakova. Deuxième de sa série qualificative derrière la Jamaïque, l'équipe russe s'impose en finale en 42 s 31, le 22 août 2008, devançant la Belgique et le Nigéria, et profitant de la disqualification des Jamaïcaines pour perte de témoin.
En 2010, la Russe se classe 7e de la finale du 200 m des Championnats d'Europe de Barcelone en 22 s 67 (SB), ainsi que 4e relais 4 x 100 m (42 s 91).

### Dopage et retrait du titre olympique acquis en 2008
À la suite de nouvelles analyses effectuées sur les échantillons de l'athlète russe Yuliya Chermoshanskaya et qui révèlent la présence de produits dopants, le Comité international olympique décide en août 2016 de déposséder l'ensemble du relais russe féminin de leur médaille d'or acquise sur le 4 x 100 m aux Jeux olympiques de Pékin en 2008. La Belgique qui avait obtenu la médaille d'argent en 2008, récupère ainsi la médaille d'or huit ans après et devient donc championne olympique de la discipline.
Le 3 mai 2017, elle reconnaît s'être dopée. Elle est également disqualifiée de ses résultats aux Championnats d'Europe 2010.

## Vie privée
Yuliya Chermochanskaya est mariée et mère d'une fille (Polina) née en 2013.

## Palmarès
| Date | Compétition                       | Lieu      | Résultat | Épreuve   | Temps   |
| ---- | --------------------------------- | --------- | -------- | --------- | ------- |
| 2005 | Championnats d'Europe juniors     | Kaunas    | 1re      | 200 m     | 23 s 21 |
| 2005 | Championnats d'Europe juniors     | Kaunas    | 2e       | 4 × 100 m | 44 s 70 |
| 2005 | Universiade                       | Izmir     | 1re      | 4 × 100 m | 43 s 62 |
| 2007 | Championnats d'Europe espoirs     | Debrecen  | 1re      | 200 m     | 23 s 19 |
| 2007 | Championnats d'Europe espoirs     | Debrecen  | 1re      | 4 × 100 m | 43 s 67 |
| 2008 | Coupe d'Europe                    | Annecy    | 1re      | 4 x 100 m | 42 s 80 |
| 2008 | Jeux olympiques                   | Pékin     | finale   | 4 × 100 m | DQ      |
| 2010 | Championnats d'Europe             | Barcelone | finale   | 4 × 100 m | DQ      |
| 2010 | Championnats d'Europe             | Barcelone | finale   | 4 × 100 m | DQ      |
| 2011 | Championnats d'Europe par équipes | Stockholm | 2e       | 200 m     | 23 s 40 |
| 2011 | Championnats d'Europe par équipes | Stockholm | 2e       | 4 × 100 m | 43 s 12 |
| 2014 | Championnats d'Europe par équipes | Brunswick | 3e       | 4 × 100 m | 43 s 45 |